# طاق نصرت (رامهرمز)
تاق نصرت یا طاق نصرت مربوط به دوره ساسانیان - دوران‌های تاریخی پس از اسلام است و در رامهرمز جای گرفته‌است. این اثر در تاریخ ۲۴ شهریور ۱۳۱۰ با شمارهٔ ثبت ۵۰ به عنوان یکی از آثار ملی ایران به ثبت رسیده‌است.

## پیشینه
تاق (طاق) نصرت ساسانی رامهرمز در میان نخستین آثار تاریخی ثبت شده در ایران بود که در فهرست آثار ملی ایران جای گرفته‌است. محمد جواد مشکور در کتاب "جغرافیای تاریخی ایران باستان" دربارهٔ این اثر آورده: 
از خرابه‌های قدیم "رامهرمزد" یکی معروف به طاق نصرت است که در آنجا آثاری از دوره ساسانی بدست آمده‌است".
دکتر ایرج افشار می‌نویسد:
یک بنای محقر که گویا اصل ساسانی یا اوایل اسلام داشته و بارها تعمیر شده و در مدخل شهر رامهرمز قرار داشته و در آن نقاشی یا ترکیب باستانی یا موقعیتی تاریخی مشاهده نشده بود، ولی از دیرباز به نام «طاق نصرت ساسانی» معروف بوده‌است.

## جایگاه جغرافیایی
تاق نصرت در آستان ورودی شهر رامهرمز کهن از کنار جاده‌ای که به میداوود و باغملک می‌رود جای گرفته بود.
متأسفانه در زمان ثبت این اثر در سال ۱۳۱۰ از موقعیت دقیق جغرافیایی آن یادی برده نشده‌است. با نگاهی به آنچه تاریخ‌نگاران نگاشته‌اند گمان می‌رود اثری که تا چند دهه پیش در رامهرمز وجود داشت و با عنوان طاق نصرت شناخته می‌شد، ماندگارهایی از آن اثر باستانی باشد. از این بنا چند تصویر از دهه‌های چهل و پنجاه خورشیدی باقی مانده‌است که آن را به صورت یک دالان در کنار خانه‌های کناری نشان داده‌است.
آخرین بقایای دیواره جنوبی تاق نصرت در ابتدای خیابان نواب صفوی روبروی پاساژ احمدی وجود داشت که در سال‌های نخستین دهه ۱۳۸۰ خورشیدی به‌طور کامل ویران شد و امروزه با گذر خیابان و ساخت و سازهای تازه دیگر اثری از این سازه باستانی بر جای نمانده‌است.